# Memorandum Italia-Libia del 2017
Il memorandum Italia-Libia del 2017, ufficialmente "Memorandum d'intesa sulla cooperazione nel campo dello sviluppo, del contrasto all'immigrazione illegale, al traffico di esseri umani, al contrabbando e sul rafforzamento della sicurezza delle frontiere tra lo Stato della Libia e la Repubblica Italiana", è un memorandum d'intesa tra Italia e Libia firmato il 2 febbraio 2017.

## Storia
È stato firmato dal presidente del Consiglio dei ministri italiano Paolo Gentiloni e dal primo ministro del Governo di Riconciliazione Nazionale libico  Fayez al-Sarraj. Per quanto riguarda l'Italia, le trattative che hanno portato alla redazione del memorandum sono state svolte e promosse dall'allora ministro dell'Interno, Marco Minniti. Le trattative si sono svolte soprattutto in Libia, nel gennaio dello stesso anno.
L'accordo, che ha una durata di tre anni, è stato raggiunto nell'ambito della crisi europea dei migranti e della seconda guerra civile in Libia e prevede che il governo italiano fornisca aiuti economici e supporto tecnico alle autorità libiche (in particolare alla Guardia costiera), nel tentativo di ridurre il traffico di migranti attraverso il Mar Mediterraneo, mentre in cambio la Libia si impegna a migliorare le condizioni dei propri centri di accoglienza per migranti.

## Critiche
Il memorandum è stato criticato da diverse parti (come il New York Times e il Washington Post) in quanto la Guardia costiera libica che riceve gli aiuti economici italiani, a seguito della guerra civile, è formata da milizie locali che in realtà hanno spesso obiettivi diversi dal reale soccorso in mare e/o che sono direttamente colluse con trafficanti di migranti, inoltre lo stato dei centri di accoglienza è stato paragonato ai lager. Anche l'ONU considera alcuni vertici libici della Guardia costiera, come Abd al-Rahman al-Milad, criminali e trafficanti di migranti.

## Rinnovi
Il 2 febbraio 2020 il memorandum è stato prorogato automaticamente alle stesse condizioni per altri tre anni.
Nel 2023 la proroga è stata rinnovata per un ulteriore triennio.